# ریهوکو، کوماموتو
ریهوکو، کوماموتو (به لاتین: Reihoku, Kumamoto) یک شهر در ژاپن است که در استان کوماموتو واقع شده‌است.

## خصوصیات
ریهوکو ۹٬۱۵۴ نفر جمعیت دارد.